# キム・ヒョンジュン (1987年生)
キム・ヒョンジュン（Kim HyungJun、1987年8月3日 - ）は、韓国の男性歌手。アイドルグループSS501のメンバー。CIエンターテイメント所属。
SS501のメンバーには、片仮名書きした場合同名になるキム・ヒョンジュン（김현중／金賢重）がいるため、マンネ（末っ子の意味）と呼んで区別される。

## 人物
- ソウル特別市出身
- 身長：181 cm
- 体重：66 kg
- 血液型：O型
- 家族構成：父、母、弟
- ソウル特別市檀国大学校付属高校卒業
- 京畿大学多重媒体映像学部演技専攻在学中
- 特技はダンス、水泳。
- 趣味はゲーム、ジム、音楽鑑賞。
- 和食で好きなものは寿司（特に穴子）、うなぎ、たこ焼き、納豆。嫌いなものは梅干し。
- 弟はXINGの元メンバーで、元U-Kissのメンバー、キム・ギボム(ハングル表記：김기범)。
- 2010年7月、近視のためレーシック手術を受けた。
- 2010年6月4日DSPメディア契約満了後、S-Plus Entertainmentに単独移籍する。
- 2011年3月10日シングル「My Girl」でソロデビューカムバックする。
- 2011年4月6日シングル「My Girl　日本版」で日本ソロデビューする。
- 2015年、ポニーキャニオンと単独で契約を締結[1]。

## ソロ曲

### 日本
- さよならができない（2007年8月 Kokoro 〈初回限定盤 ヒョンジュン（マンネ）Version〉）

### 韓国
- I Am (2008年11月 U R Man)
- 화성남자 금성여자 (2009年4月)
- HEY G (2009年6月 COLLECTION)

## ソロシングル

### 韓国
- My Girl (2011年3月8日)

### 日本
- My Girl　日本版 (2011年4月)

　眠れない夜-long　night-（2011年7月）

## 楽曲提供

### 韓国
- I am（作詞 2008年11月　U R Man）
- HEY G（作詞・作曲 2009年6月）
- Heaven（作詞 2010 3月 My girl)

## フィーチャリング

### 韓国
- Love Train (2009年2月 Song by L.E.O.）
- Dynamite (2009年4月 Song by A'st1）

## 出演作品

### テレビドラマ
- 輝ける彼女（KBS Drama、2012年1月～3月）カンミン 役
- あなたを愛してます（SBS Plus、2012年4月～6月）チョン・ミンチェ 役
- 金よ出てこい☆コンコン（MBC、2013年4月～9月）チョン・モンギュ 役
- 愛は歌に乗って（KBS1、2013年11月～2014年6月）ハン・テギョン 役

### ラジオ
- キム・ヒョンジュンのMusic High(2009年5月～)

### バラエティ
- Hello チェ(M-net 2006年5月)
- アルブラリTV(M-net 2006年5月)
- SS501ヒョンジュンプロゲーマーになる(MBCGAME 2010年1月～)

### 声優
- パイストーリー（2006年、パイ）

### MV
- catch (デビュー前 Song by オク・ジュヒョン）